# Acacia koa
L'albero di koa (Acacia koa A.Gray, 1854) è una pianta della famiglia delle Fabaceae, endemica delle isole Hawaii.

## Descrizione
Acacia koa è una specie arborea sempreverde, con fusti alti sino a 25 m, il cui diametro può raggiungere i 150 cm.
Le giovani piante, al pari di molte specie oceaniche di Acacia, posseggono piccioli fogliari appiattiti e falciformi (fillodi), larghi sino a 2,5 cm,  che svolgono funzione fotosintetica.
Le foglie sono composte, bipinnate, formate da 12-15 paia di piccole foglioline.
È priva di spine e produce piccole infiorescenze tondeggianti di colore giallo pallido, composte da fiori bisessuati, ciascuno con un numero variabile di stami ed un unico pistillo allungato.
Il frutto è un baccello lungo circa 15 cm e largo 2.5–4 cm, contenente 6-12 semi di colore bruno-nerastro.

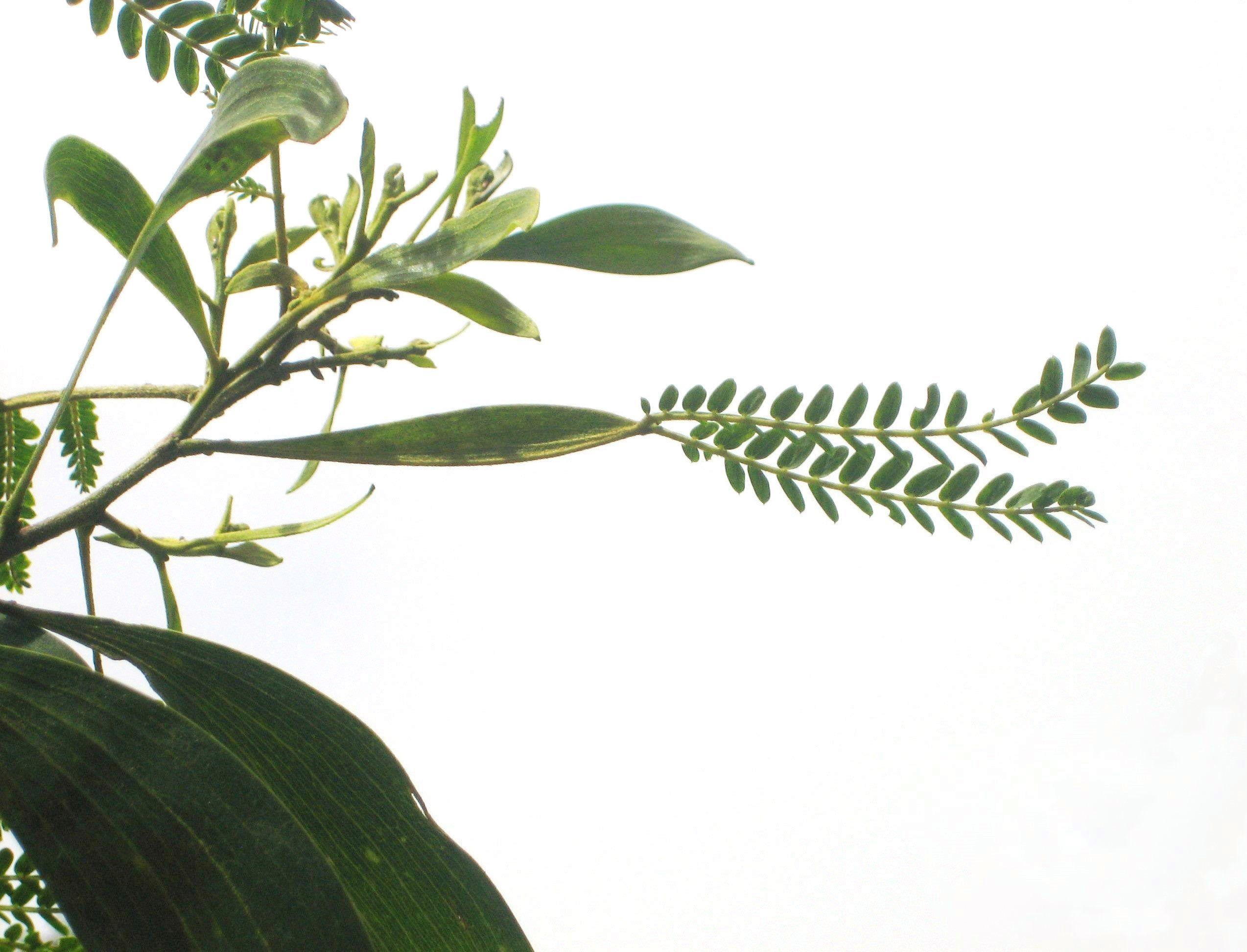
Giovane pianta con foglie e fillodi
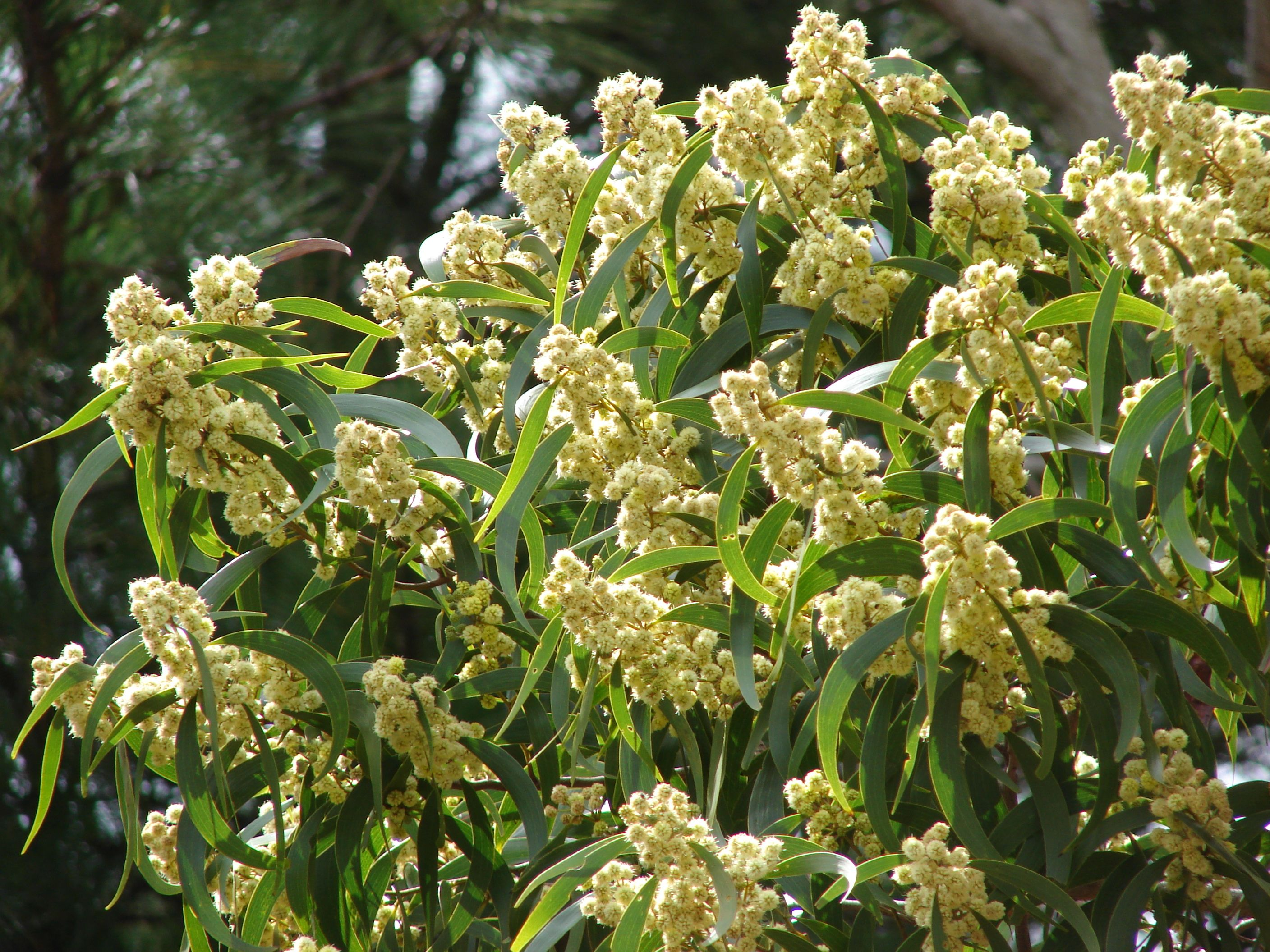
Infiorescenze
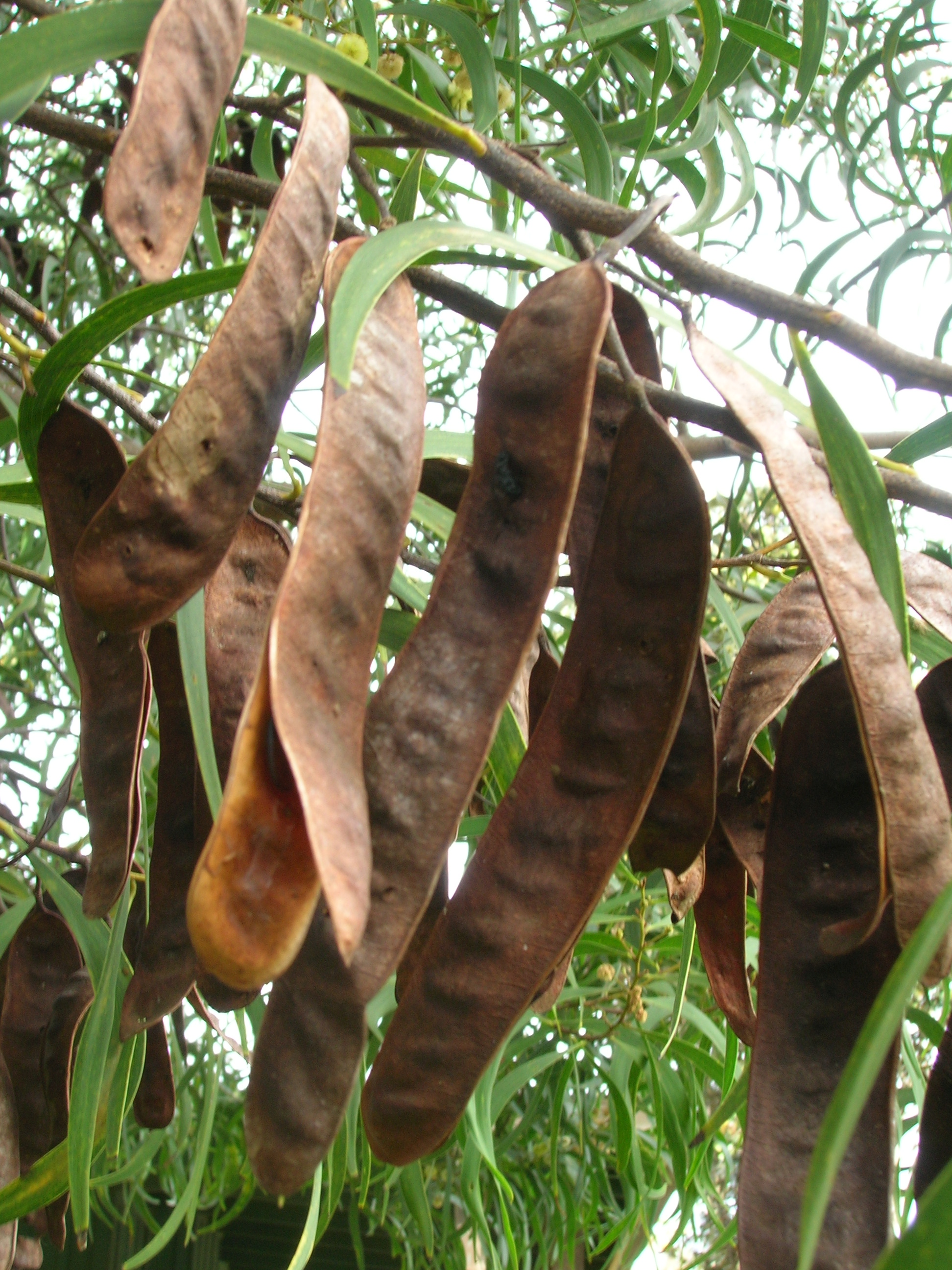
Frutti

## Distribuzione e habitat
È un endemismo delle isole Hawaii, diffuso nelle isole di Kauai, Oahu, Molokai, Lanai, Maui e Hawaii.
Cresce in una varietà di habitat, su suoli vulcanici, da 60 a 2.300  m di altitudine, ed è la specie dominante di dense formazioni forestali, spesso in associazione con Metrosideros polymorpha, Sophora chrysophylla e Sapindus saponaria.

## Biologia
Al pari di altre specie di Acacia, le radici di A. koa arricchiscono il terreno di azoto (azotofissazione), grazie alla interazione simbiotica con batteri del genere Bradyrhizobium.

## Usi

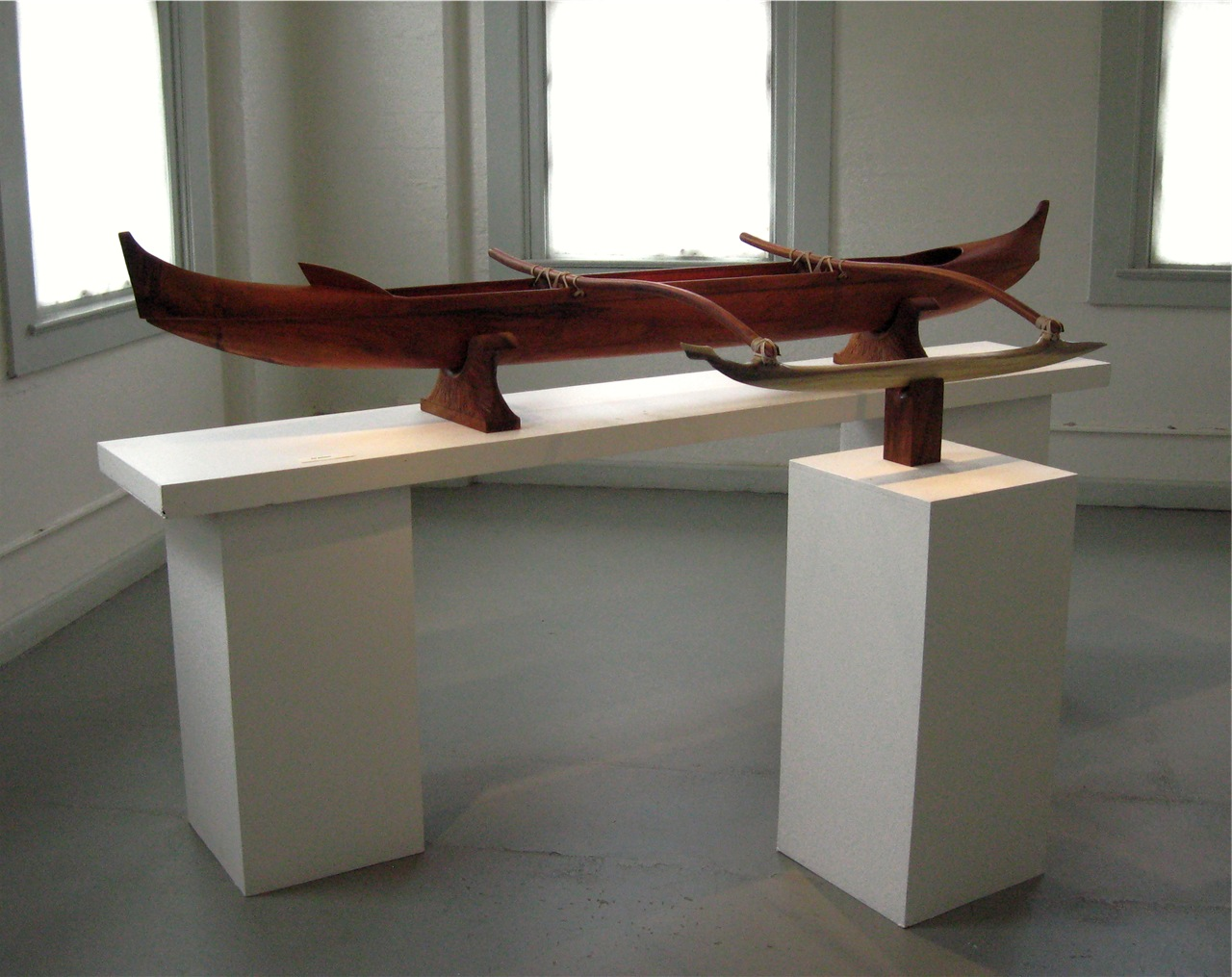
Un'antica canoa in legno di koa esposta al East Hawaii Cultural center di Hilo.

Il legno di Acacia koa, dai riflessi rossastri, è un legno molto pregiato. È molto ricercato per la realizzazione di mobili e parquet; è utilizzato inoltre in liuteria, per la fabbricazione degli ukulele, il tipico strumento a corde hawaiano, nonché per chitarre soprattutto acustiche.
In passato è stato utilizzato dai nativi hawaiani per la costruzione di canoe nonché delle prime tavole da surf, conosciute con il termine locale papa he'e nalu.